# Anjouandvärguv
Anjouandvärguv (Otus capnodes) är en starkt utrotningshotad fågel i familjen ugglor som enbart förekommer på en enda ö i Indiska oceanen.

## Utseende och läten
Anjouandvärguven är en liten (20–22 cm) och mörk uggla med örontofsar. Två färgformer förekommer, båda bandade, streckade och marmorerade. Den ena är mörkt askgrå, den andra ljusare rödbrun med ljusgrå svartkantad ansiktsskiva. Lätet är en karakteristisk utdragen vissling, ofta upprepade i serier åtskiljda av korta pauser.

## Utbredning och status
Fågeln förekommer på ön Anjouan i Komorerna. Det begränsade utbredningsområde och det lilla beståndet på endast 2300–3600 vuxna individer som dessutom tros minska i antal till följd av habitatförlust gör att fågeln är upptagen på internationella naturvårdsunionen IUCN:s röda lista över hotade arter, kategoriserad som starkt hotad (VU).

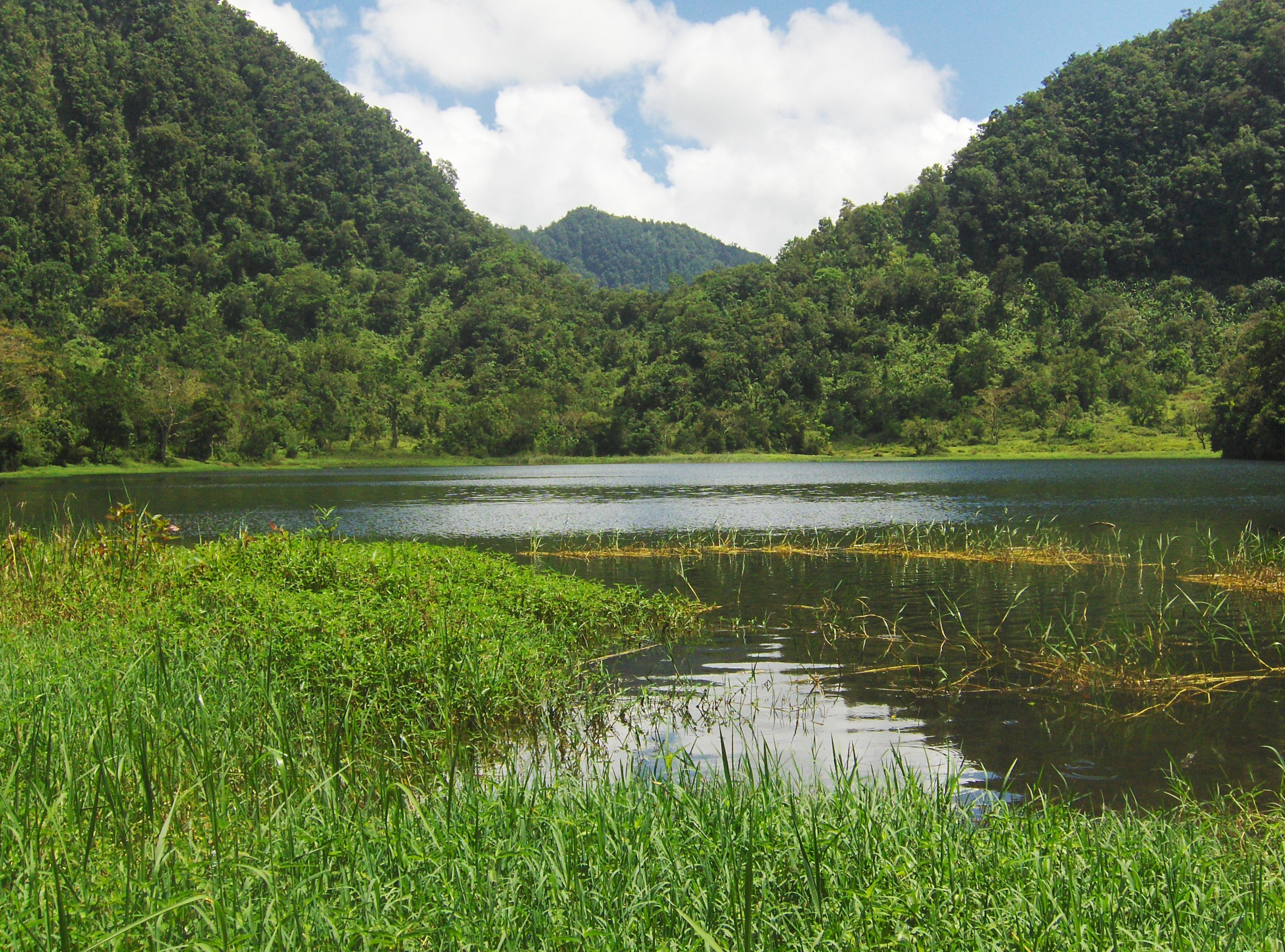
Fågeln förekommer endast på ön Anjouan.